# Melchior Cornäus
Melchior Cornäus (* April 1598 in Brilon; † 13. März 1665 in Mainz) war ein Jesuit, Dogmatiker und Kontroversist.

## Leben und Wirken
Im Jahre 1618 trat Cornäus in den Jesuitenorden ein, während des Dreißigjährigen Krieges flüchtete er vor den einfallenden Schweden nach Frankreich. Er unterrichtete an der Ordensschule der Jesuiten in Toulouse sieben Jahre Philosophie. Nach seiner Rückkehr war er Professor für Dogmatik und Kontroverstheologie in Mainz und Würzburg. Von 1659 bis 1662 leitete er als Rektor die Kollegien in Würzburg und 1664 in Mainz. In beiden Städten wirkte er auch als Domprediger. Im kirchenpolitischen Streit um die Restituierung der Kirchengüter (in den von Protestanten besetzten Bistümern und Abteien) vertrat er mit seinem Ordensbruder Heinrich Wangnereck die kirchliche Richtung. In 27 Kontroversschriften bekämpfte er Protestanten (hier insbesondere Johann Georg Dorsche in Straßburg) und seinen Ordensbruder Johann Vervaux (1586–1661; Münchener Beichtvater), der angesichts der geschwächten Lage der katholischen Mächte eine gemäßigte Kirchenpolitik vertrat.